# Роже Грава
Роже Грава або Ревеллі Руджеро Грава (фр. Roger Grava, італ. Revelli Ruggero Grava; 26 квітня 1922, Клаут, Італія — 4 травня 1949, Суперга, Турин) — французький футболіст італійського походження, що грав на позиції нападника. Чемпіон Франції й Італії.

## Ігрова кар'єра
Під час війни виступав за команди «Ам'єн», «Нансі», «Бордо-Гієнь» і «Жиронда» (Бордо). У 1945 році команди з Рубе («Ексельсіор», «Расінг») і сусіднього Туркуена («Уніон-Спорт») об'єдналися в один клуб — «Рубе-Туркуен». Роже Грава приєднався до складу цієї команди.
У першому повоєнному чемпіонаті новостворений колектив посів третє місце, а наступного сезону здобув титул чемпіона Франції (у підсумковій таблиці набрав на чотири пункти більше від «Реймса» і «Страсбура»). За «Рубе-Туркуен» виступав протягом трьох сезонів; провів у лізі 84 матчі (29 забитих м'ячів), у кубку — 6 матчів (2 забитих м'яча).
Влітку 1948 року, керівництво «Торіно» — лідера тогочасного італійського футболу — вирішило підсилити склад за рахунок легіонерів. З Франції приїхали Роже Грава і Еміле Бонджорні (паризький «Расінг»), з Чехословаччини — Юліус Шуберт (братиславський «Слован»). В Серії А провів одну гру — поразка на віїзді від «Дженоа» з рахунком 0:3.
Навесні 1949 року керівництво туринського клубу прийняло запрошення від португальського гранда, «Бенфіки», взяти участь у товариській грі на честь однієї з найбільших тодішніх зірок лісабонського клубу, Франсішку Феррейри. Гра відбулася 3 травня 1949 року в Лісабоні й завершилася поразкою італійських гостей з рахунком 3:4. Наступного дня команда «Торіно», працівники клубу і журналісти вилетіли додому рейсом Лісабон—Барселона—Турин.
Поблизу Савони літак почав знижуватися через складні погодні умови. Приблизно о 17:03 — здійснив поворот для заходу на посадку і невдовзі зіткнувся з кам'яною огорожею базиліки Суперга на вершині однойменної гори, що височіє над околицями Турина. Внаслідок авікатастрофи усі чотири члени екіпажу і 27 пасажирів загинули на місці.
На момент загибелі основного складу «Торіно», до завершення сезону в Серії A лишалося чотири тури і команда очолювала чемпіонські перегони. В останніх турах, честь клубу захищали гравці молодіжної команди. Усі суперники в цих матчах («Дженоа», «Палермо», «Сампдорія» і «Фіорентіна»), з поваги до загиблих чемпіонів, також виставляли на поле молодіжні склади своїх клубів. Молодіжна команда «Торіно» перемогла у всіх останніх іграх сезону, здобувши таким чином посмертний чемпіонський титул для своїх старших товаришів.

## Досягнення
- Чемпіон Франції (1): 1947
- Чемпіон Італії (1): 1949

## Статистика
Статистика клубних виступів:
| Сезон             | Команда           | Чемпіонат         | Чемпіонат | Чемпіонат | Кубок | Кубок |
| Сезон             | Команда           | Ліга              | Ігри      | Голи      | Ігри  | Голи  |
| ----------------- | ----------------- | ----------------- | --------- | --------- | ----- | ----- |
| 1945/46           | «Рубе-Туркуен»    | Д-1               | 24        | 11        | —     | —     |
| 1946/47           | «Рубе-Туркуен»    | Д-1               | 34        | 10        | 3     | 1     |
| 1947/48           | «Рубе-Туркуен»    | Д-1               | 26        | 8         | 3     | 1     |
| 1948/49           | «Торіно»          | Д-1               | 1         | 0         | —     | —     |
| Усього за кар'єру | Усього за кар'єру | Усього за кар'єру | 85        | 29        | 6     | 2     |